# 와타나베 쇼타
와타나베 쇼타(일본어: 渡辺 翔太, 1992년 11월 5일 ~ )는 일본의 아이돌이며, Snow Man의 멤버이다.
애칭은 나베쇼, 숏삐.  도쿄도 에도가와구 출신. STARTO ENTERTAINMENT 소속.

## 약력
- Star Light Studio(現 라이징 프로덕션) 출신. 당시에는 Lead 등의 백댄서를 했었다.
- 2005년 6월 26일, 쟈니즈 사무소 입소.
- 2006년 8월, 댄스 유닛 Jr.BOYS에 가입. 같은 시기에 기간 한정 유닛 Tap Kids의 하위 멤버로 선택.
- 2009년, Mis Snow Man이 결성.
- 2012년 5월, Snow Man이 결성.

## 인물[2]
- 1남 1녀로 장남. 여동생과는 5살 차이가 난다.
- 같은 그룹의 미야다테 료타와는 유치원 때부터 친구.[3] 미야다테도 같은 Star Light Studio(現 라이징 프로덕션) 출신.
참고로 쟈니스 Jr. 노자와 유키도 Star Light Studio(現 라이징 프로덕션) 출신이다.
- 자신의 장점은 커뮤니케이션 능력이 있는 것. 단점은 태도에 나오기 쉬운 것.
- 취미는 인터넷 서핑. 특기는 누구라도 금방 친해질 수 있는 것.
- 존경하는 선배는 타키자와 히데아키, 야마시타 토모히사.
- 2021년, 근육 트레이닝을 시작했다. 운동을 다녀온 뒤 대기실에서 멤버들에게 자신의 근육을 보여주는 등 근육 트레이닝을 열심히 하고 있는 것 같다. 목표는 같은 그룹 멤버인 이와모토 히카루를 쓰러트리는 것이라고 한다.
- 예전에 출현했던 방송이나 유튜브를 보면 사쿠마 다이스케만 보면 표정이 어두웠지만 지금은 사쿠마 다이스케를 보면서 웃는다.

## 관련곡
- one heart-사쿠마 다이스케&와타나베 쇼타
- Acrobatic-사쿠마 다이스케&와타나베 쇼타
- Vanishing Over-사쿠마 다이스케&와타나베 쇼타
- Make It Hot-사쿠마 다이스케&와타나베 쇼타
- 終わらないMemories-사쿠마 다이스케&와타나베 쇼타
- Cry Out-사쿠마 다이스케&와타나베 쇼타

## 출연

### 영화
- HOT SNOW (2011년 7월 9일 개봉) -시미즈 와타루 役
- 극장판 사립 바카레아 고교 (2012년 10월 13일 개봉) -탄고 다이키 役
- 극장판 BAD BOYS J - 마지막에 지키는 것 - (2013년 11월 9일 개봉) -나카무라 히사오 役

### 드라마
- Piece (2012년 10월 ~ 12월, NTV) -마츠우라 役
- BAD BOYS J (2013년 4월 ~ 6월, NTV) -나카무라 히사오 役
- 근거리 연애 ~Season Zero~ 제 3화 (2014년 8월 2일, NTV) -타키자와 쿄이치로 役

### CM
- 닛신식품 닛신야키소바 U.F.O (2009년)

### 음악방송
- 더 소년구락부 (2005년 ~ 현재, NHK BS 프리미엄)

### 버라이어티
- 스마시프 (2014년 3월 9일, TV 아사히)
- 망상 리스트 (2014년 7월 9일 ~ 7월 23일, 후지 TV)
- 가무샤라! (2014년 ~ 현재, TV 아사히)
- 나카이 마사히로의 미니나루 도서관 (2016년 3월 22일, TV 아사히)

### PV
- 슈지와 아키라 「青春アミーゴ」 (2005년)
- GYM 「フィーバーとフューチャー」 (2006년)
- 타키 앤 츠바사 「愛はタカラモノ」 (2010년)
- 타키 앤 츠바사 「REAL DX」 (2012년)
- A.B.C-Z 「Twinkle Twinkle A.B.C-Z」 (2013년)
- A.B.C-Z 「Shower Gate」 (2015년)

### 무대
그룹의 출연은 Snow Man#출연을 참조. 개인의 출연만 기재.
- DREAM BOYS (2006년 1월 3일 ~ 1월 29일, 제국 극장)
- 타키자와 연무성 (2006년 3월 7일 ~ 4월 25일, 신바시 연무장)